# TR-85
Tancul TR-85 (Tanc Românesc Model 1985) este un tanc principal de luptă proiectat în România, bazat pe șasiul tancului TR-77-580. Varianta modernizată a acestui tanc, TR-85M1 "Bizonul", este compatibilă cu standardele NATO.

## Predecesori

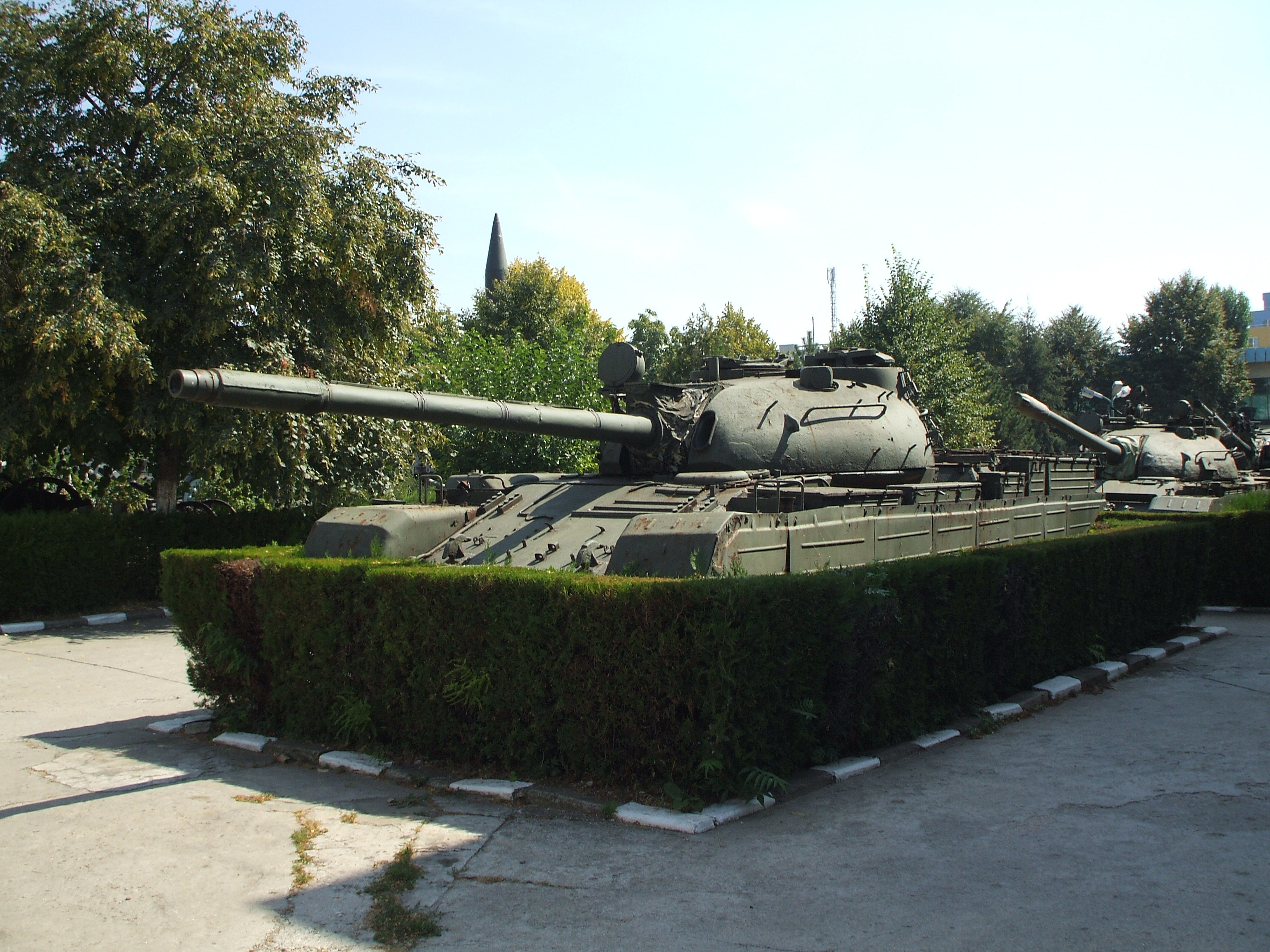
TR-85-800 (prim-plan) și TR-77-580 (dreapta) la Muzeul Militar Național "Regele Ferdinand I" din București

După evenimentele cunoscute sub numele de "Primăvara de la Praga", Republica Socialistă România a adoptat o nouă doctrină națională de apărare. Aceasta necesita o industrie proprie de armament. În luna aprilie a anului 1968 este prezentat Consiliului de Apărare al țării un raport privind fabricarea tancurilor în România. La 13 octombrie 1972, acest raport este aprobat. Programul de fabricare în țară a unui tanc mijlociu românesc a fost demarat pe 13 mai 1974.
Tancul urma să aibă o greutate de aproximativ 40 de tone, un tun de calibru 100 mm și un motor de 800 de cai putere. Primul pas către proiectarea unui tanc românesc a fost obținerea unei licențe pentru fabricarea a 400 de tancuri T-55, adaptate însă cerințelor Armatei Române și posibilităților industriei naționale. Versiunea românească a tancului sovietic T-55 a fost denumită TR-77, fiind proiectată între anii 1974 și 1980. Varianta finală, denumită TR-77-580 (Tanc Românesc model 1977 cu motor de 580 de cai putere), a fost fabricată între 1979 și 1985. Tancul TR-77 a fost un model tranzitoriu prin care industria de armament autohtonă a căpătat experiență în fabricarea vehiculelor blindate grele.

## Proiectare
Concomitent cu proiectarea tancului TR-77, au fost aprobate cercetările pentru dezvoltarea unui sistem energetic de mare putere, capabil să genereze peste 800 de cai putere. Proiectarea motorului s-a realizat între anii 1974 și 1982 de către Institutul Național de Motoare Termice. Acesta dezvolta 830 de cai putere. Transmisia hidromecanică a fost dezvoltată de către ICSITEM București, având la bază modelul proiectat de Hidromecanica Brașov. 
Noul tanc, proiectat între 1978-1986, a fost denumit TR-85-800 (Tanc Românesc model 1985 cu motor de 800 de cai putere). Producția a fost realizată între anii 1986 și 1990, cu un ritm mediu de 100 de exemplare pe an, la Fabrica de Mașini Grele Speciale a Întreprinderii "23 August" din București.    

## Modernizare
În luna martie a anului 1994 este inițiat, prin ordinul S/M 1429, un program de modernizare a tancului TR-85M1 "Bizonul". La 14 aprilie 1994 acest proiect este aprobat de către Consiliul Suprem de Apărare al Țării. Proiectarea noului tanc a început în anul 1996, când au fost construite și primele două prototipuri. Firmele implicate în program au fost atât din străinătate (EADS, Thales, SFIM/ODS, RKS, Sagem, Kollmorgen, Racall), cât și din România (ELECTROMAGNETICA, ICPSP (Institutul 111), Agenția de Cercetare pentru Tehnică și Tehnologii Militare, Faur, IOR, Romarm, Hidromecanica Brașov, IOEL). Transformarea tancurilor TR-85 a început un an mai târziu. Obiectivul programului de modernizare a tancurilor a fost asigurarea interoperabilității cu tehnologia NATO. Au fost aduse îmbunătățiri sistemului de conducere al focului, stabilizării turelei și a tunului, mobilității, protecției, sistemelor de comunicații și a celor de vedere pe timp de noapte. TR-85M1 este de fapt un tanc nou, complet diferit de T-55, fiindcă are un șasiu modificat (extins), un motor diferit, o turelă nouă și sisteme îmbunătățite de conducere a focului, de stabilizare (echivalentă cu stabilizarea tancului franțuzesc Leclerc), de observare/ochire pe timp de zi și de noapte.

## Utilizare
În 1993, România avea în inventarul armatei 632 de tancuri TR-85. În 2008 erau în inventarul Armatei Române 613 de tancuri TR-85 . Conform Institutului Internațional de Studii Strategice, în 2010 erau în uz 586 de tancuri TR-85 și 54 de tancuri TR-85M1.

## Variante

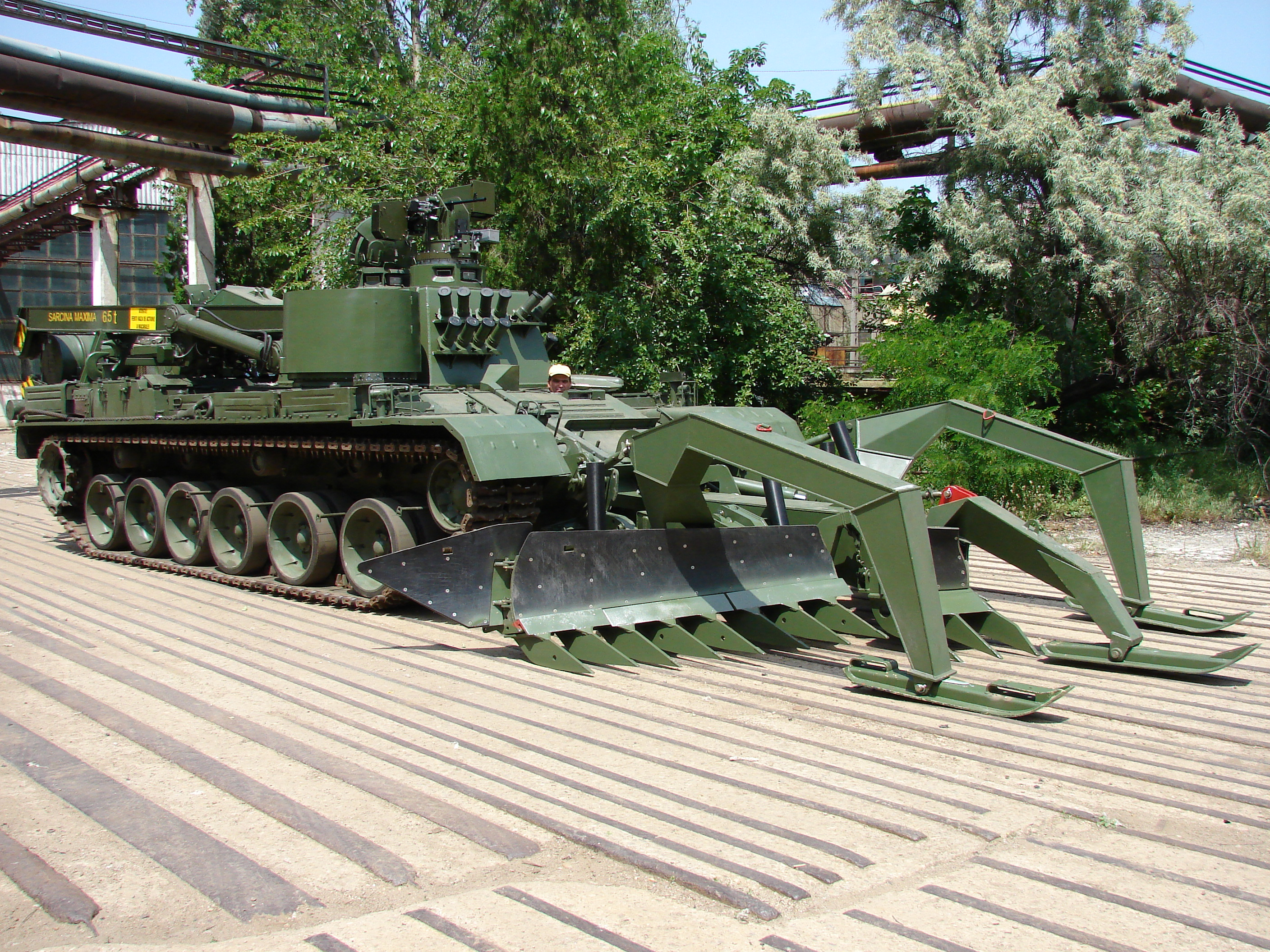
DMT-85M1, vehicul de deminare cu șasiul TR-85

- TR-85-800 - Prima variantă a tancului.
- TR-85M1 "Bizonul" - Versiunea modernizată a tancului TR-85, folosită în prezent de Forțele Terestre.
- DMT-85M1 (Dragor de mine pe șasiu de tanc TR-85M1) - vehicul blindat specializat, de geniu, folosit pentru neutralizarea minelor terestre antitanc. Cinci bucăți au fost construite între 2007-2009.

## Apariții media
În cadrul primului episod al producției BBC "World's Toughest Driving Tests", prezentatorii britanici Will Mellor și Kirsten O'Brien au condus tancul TR-85M1 la Școala de Aplicație pentru Unități de Luptă "Mihai Viteazul" din Pitești. Episodul a fost difuzat pentru prima dată pe 23 februarie 2010 la postul BBC Three.

## Galerie

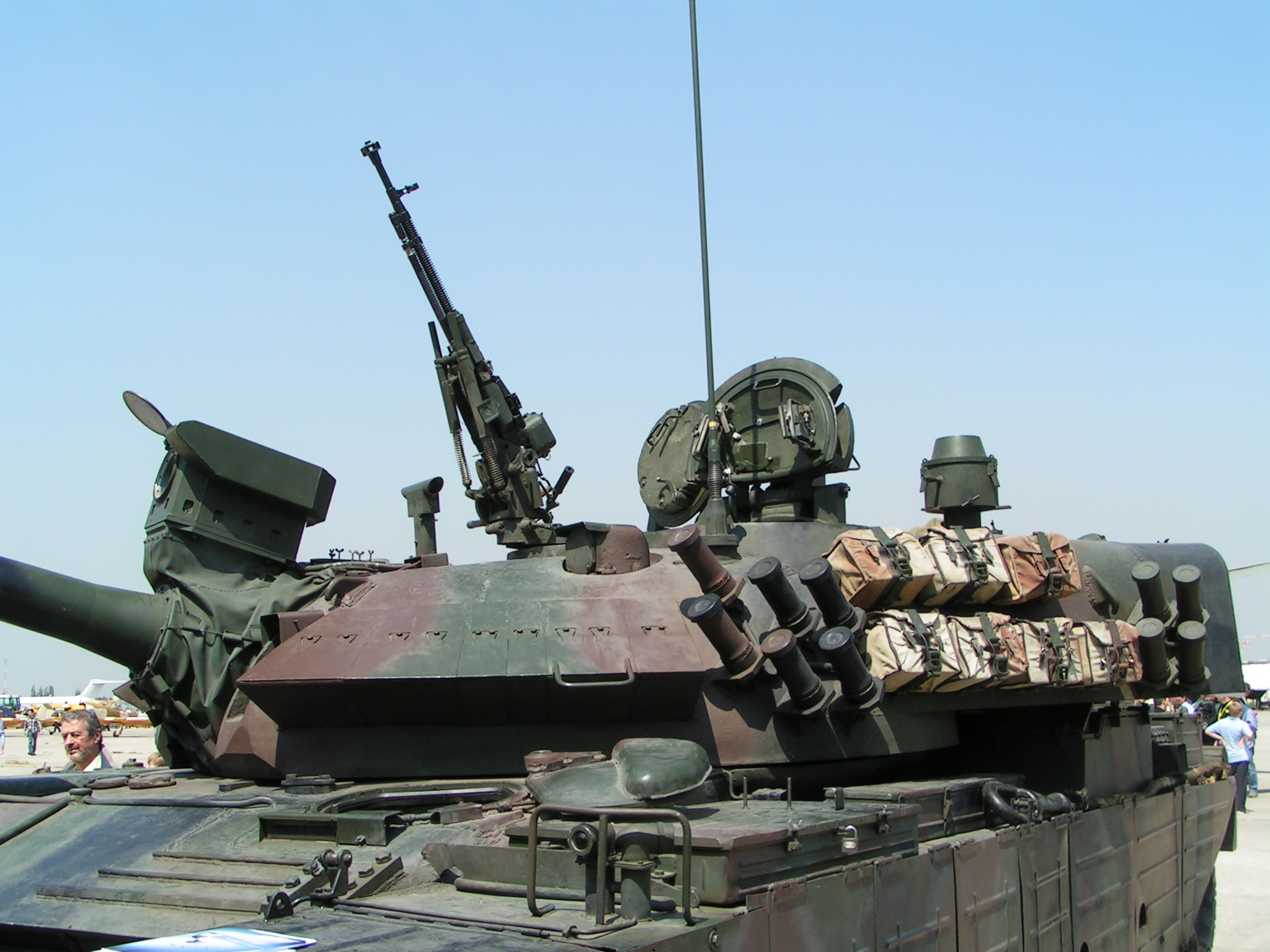
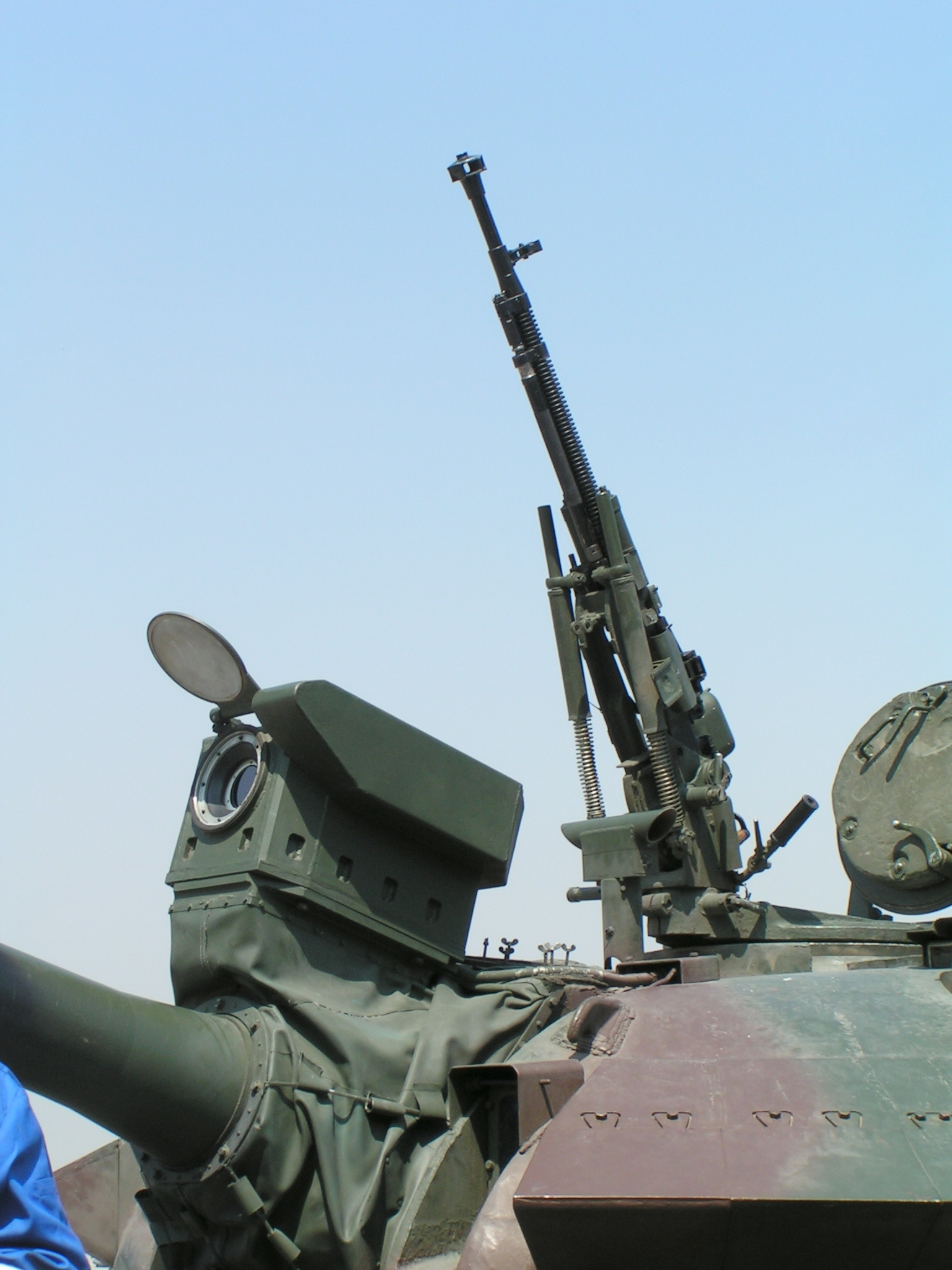
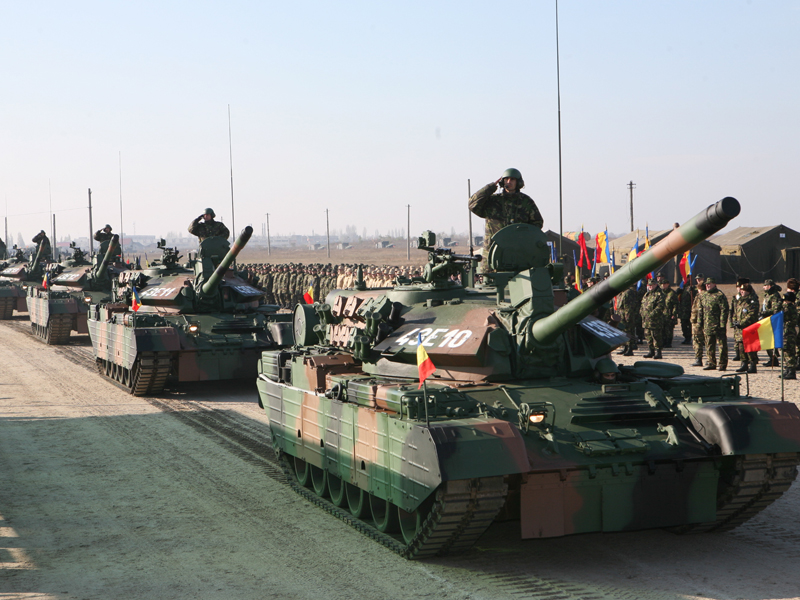
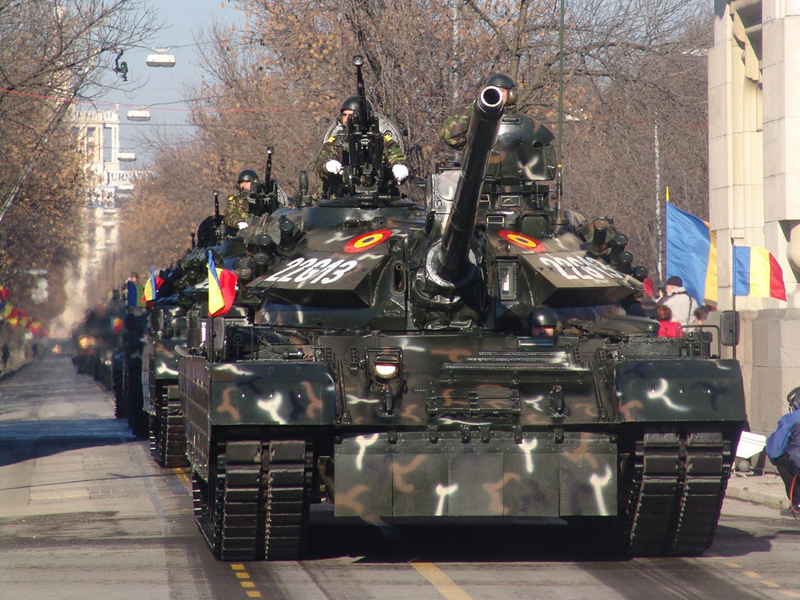
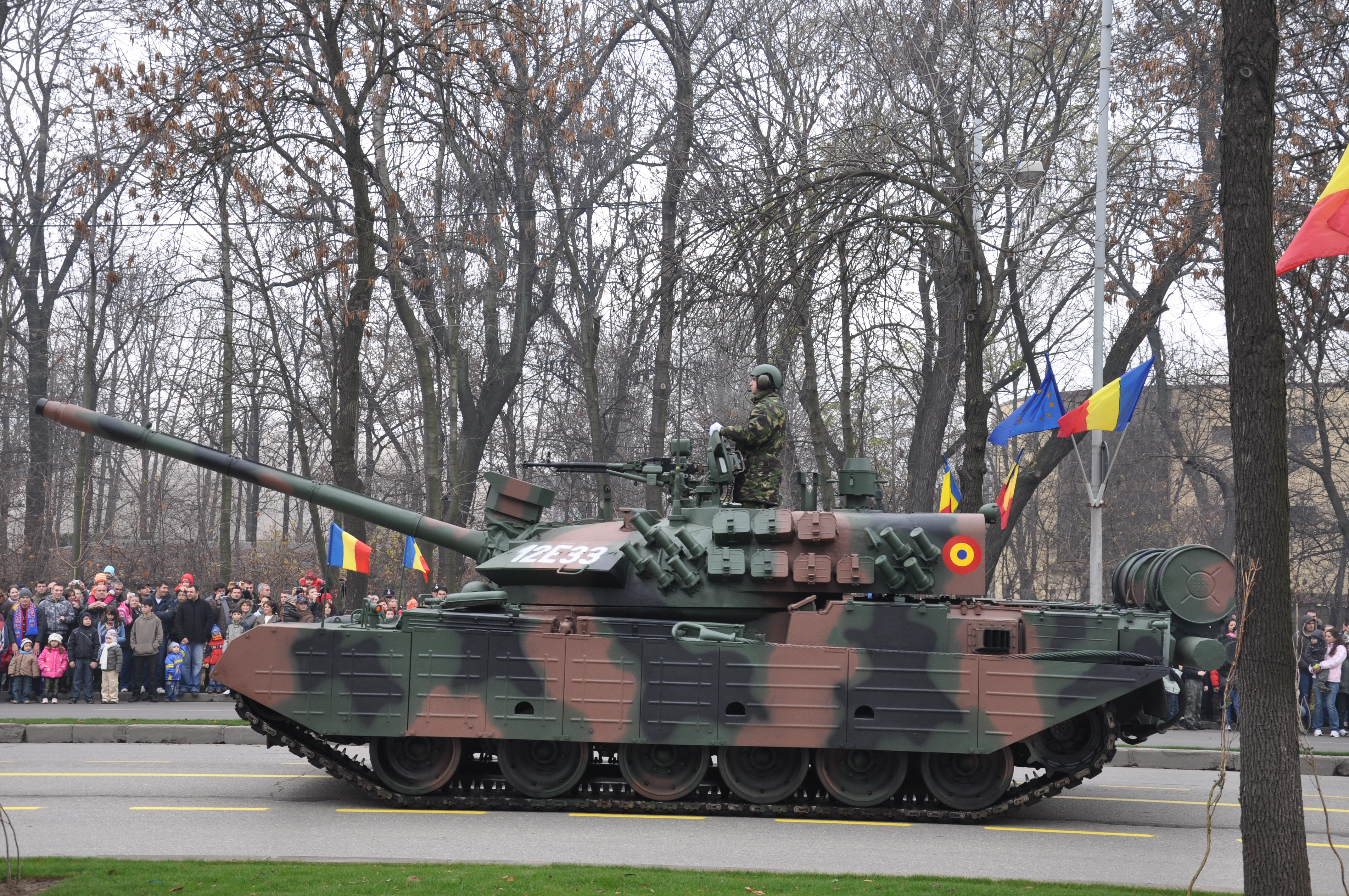
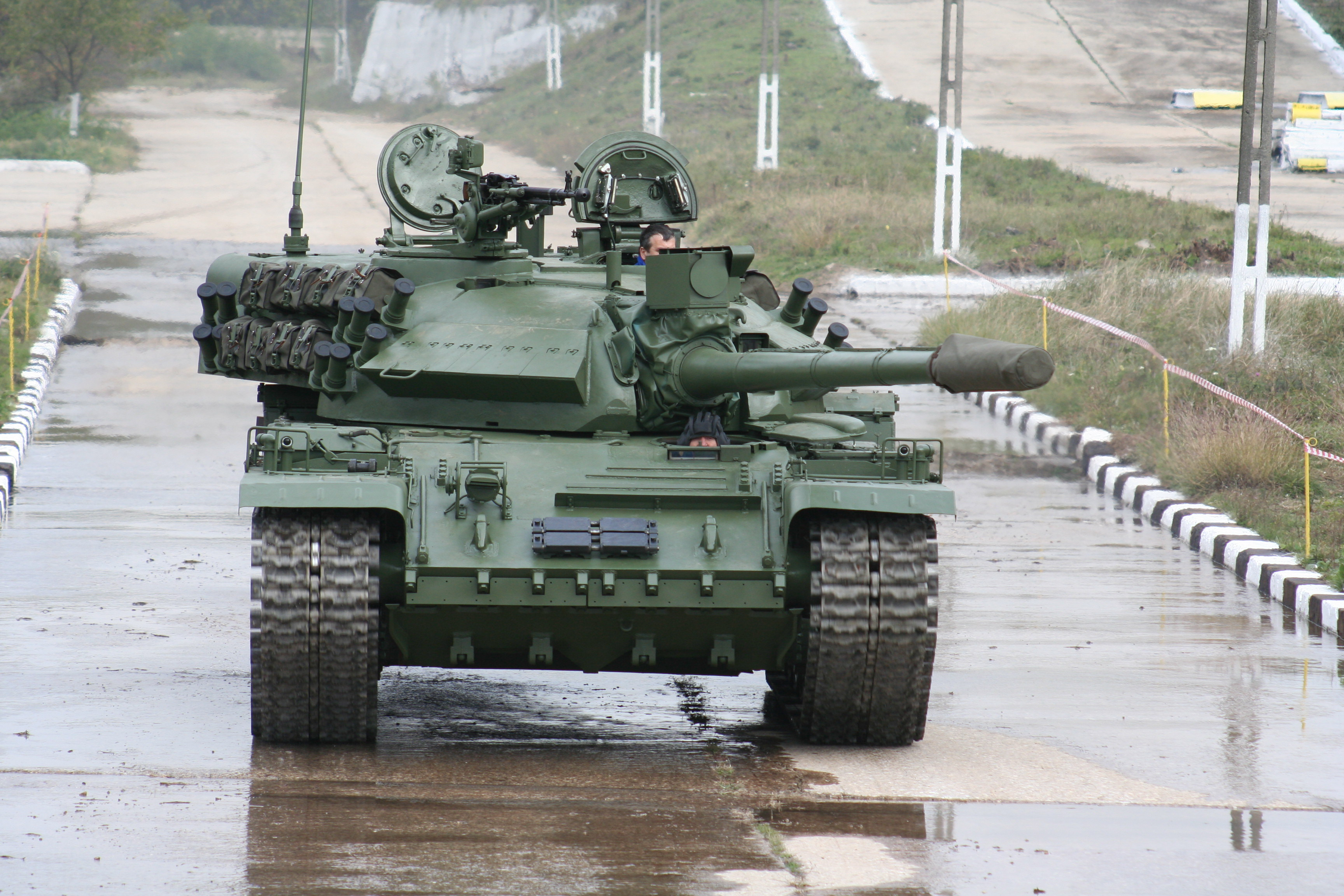
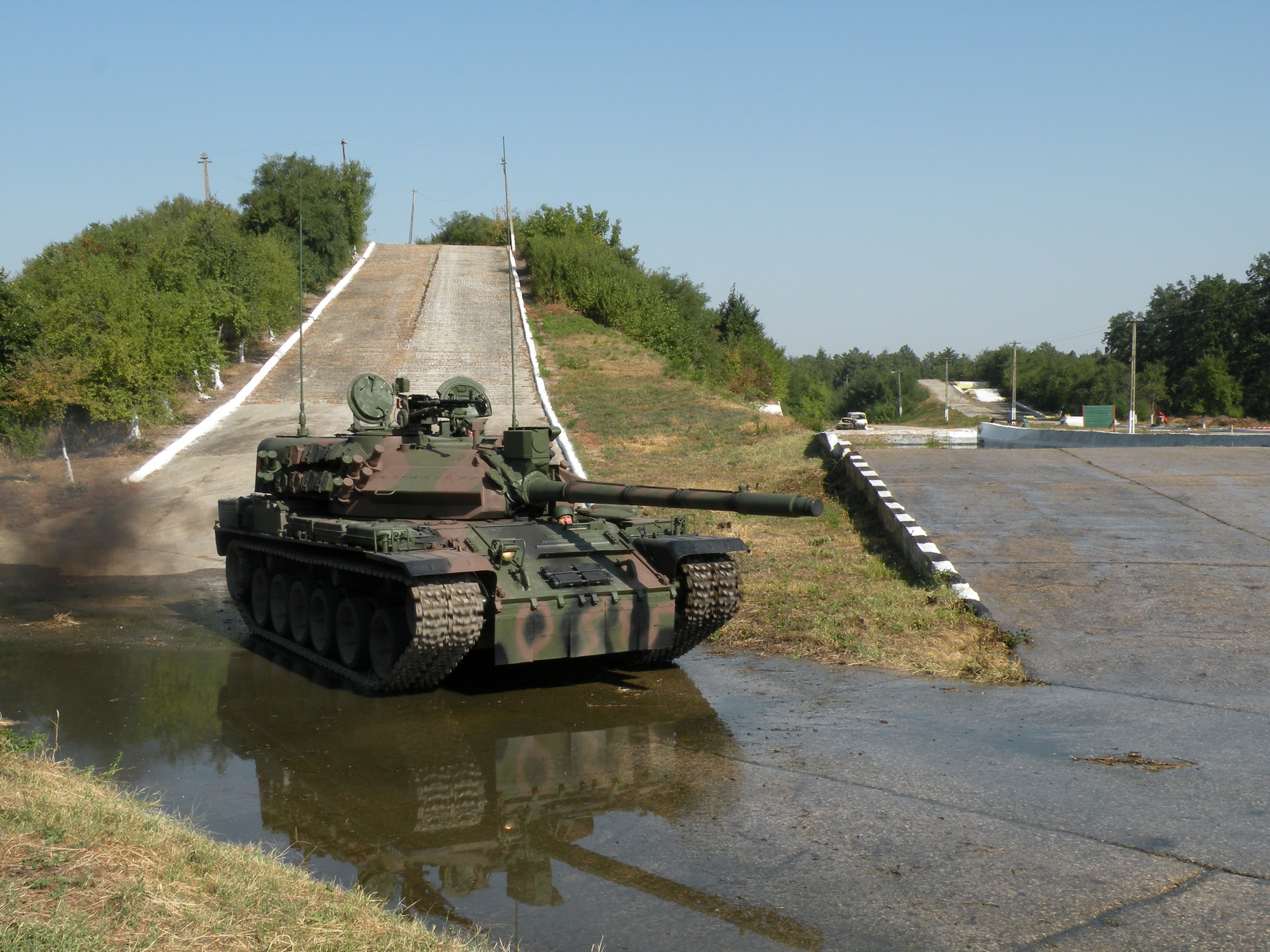
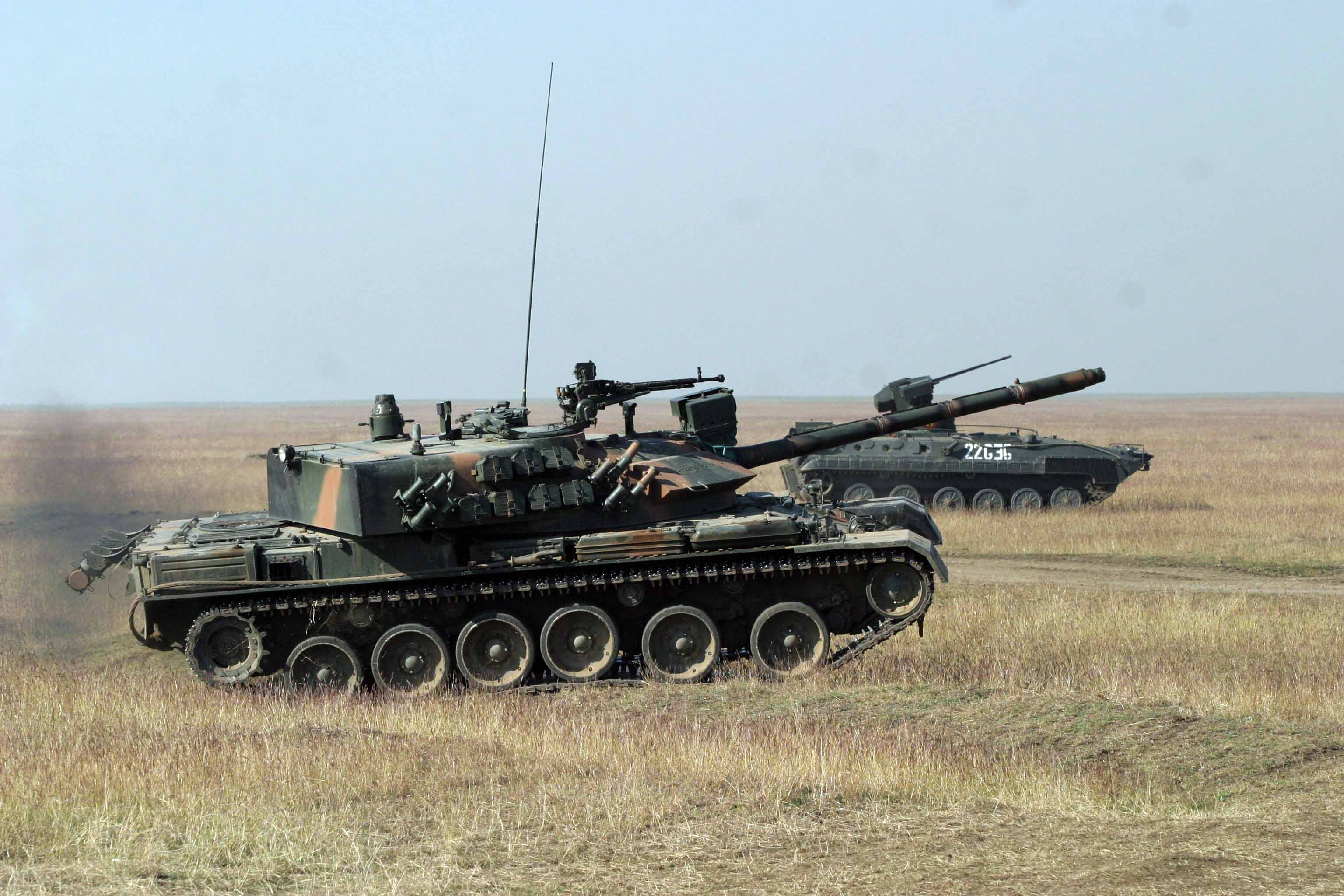

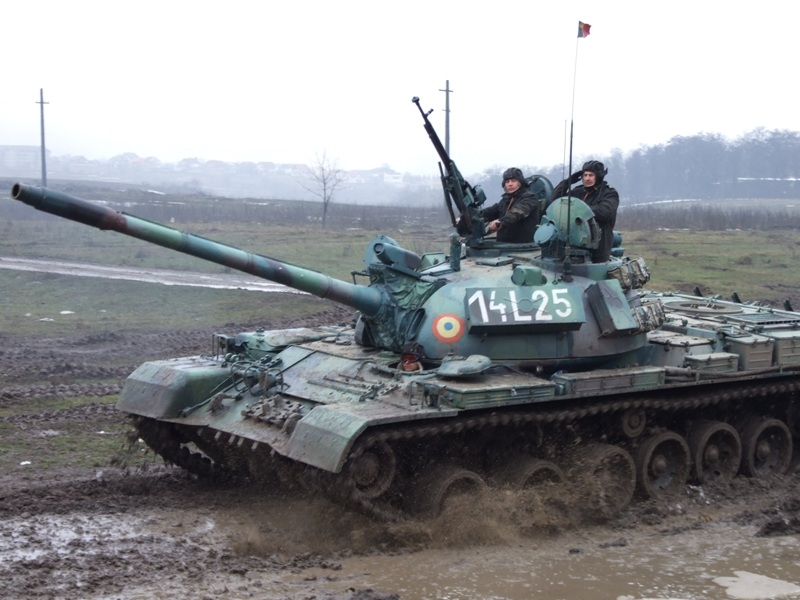
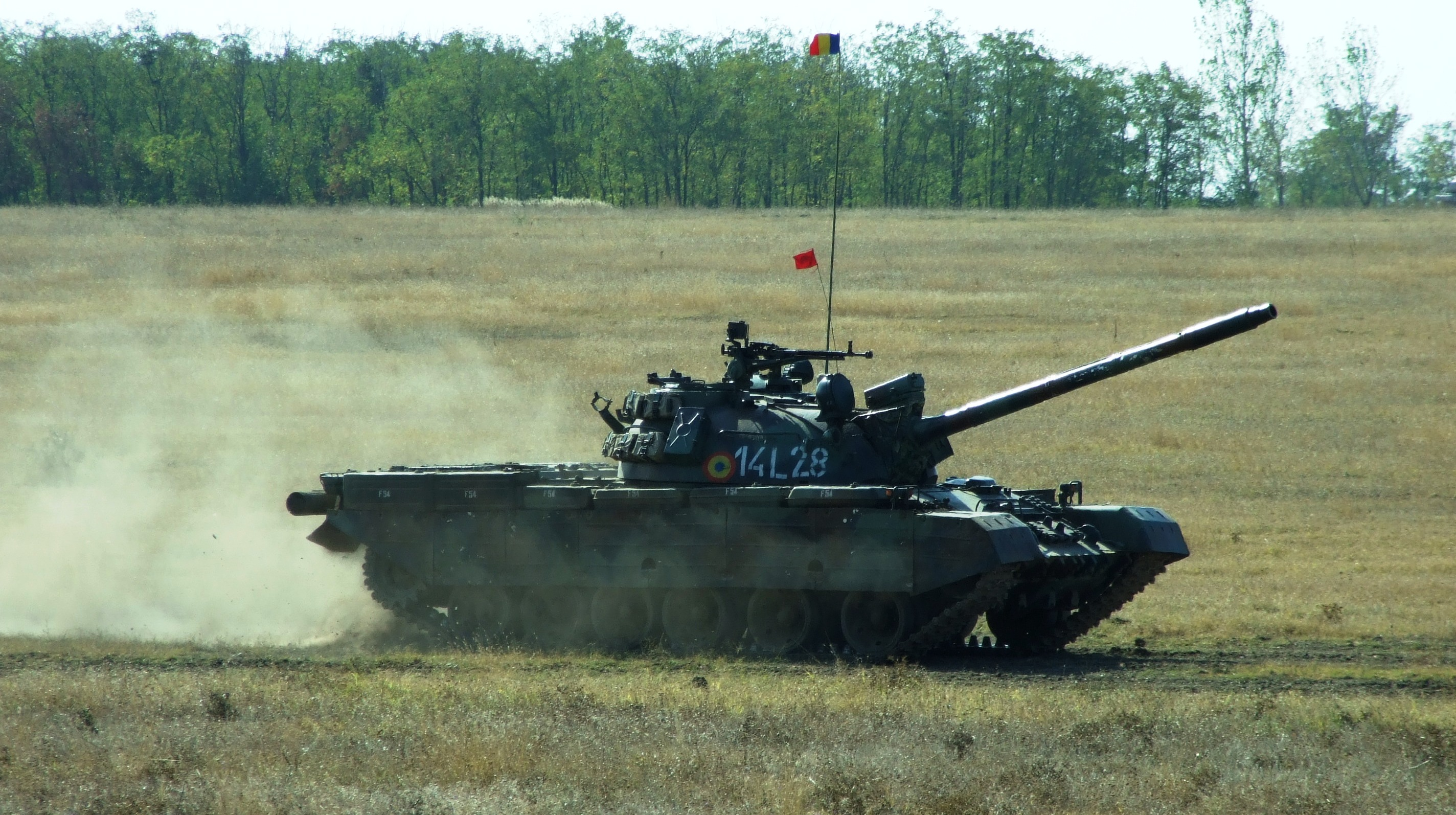
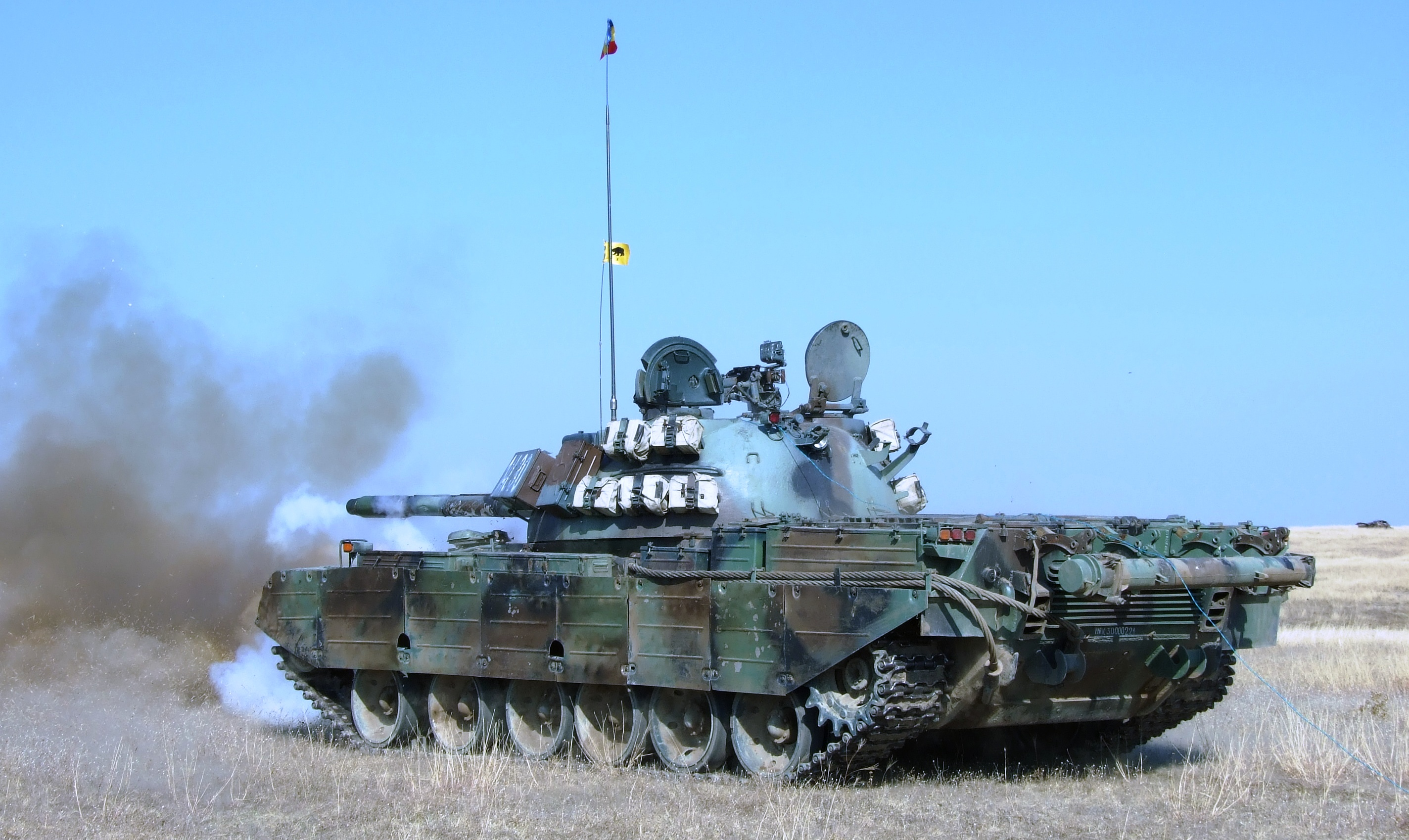

TR-85M1 Bizonul:
TR-85: